# 點斑油鯰
點斑油鯰，為輻鰭魚綱鯰形目長鬚鯰科的其中一種，分布於中美洲巴拿馬Tuira河流域，棲息在河川底中層水域，屬肉食性，生活習性不明。

## 擴展閱讀
維基物種上的相關：點斑油鯰